# Воля-Залеська (Лодзинське воєводство)
Воля-Залеська (пол. Wola Zaleska) — село в Польщі, у гміні Задзім Поддембицького повіту Лодзинського воєводства.
Населення — 174 особи (2011).
У 1975-1998 роках село належало до Серадзького воєводства.

## Демографія
Демографічна структура станом на 31 березня 2011 року:
|          | Загалом | Допрацездатний вік | Працездатний вік | Постпрацездатний вік |
| -------- | ------- | ------------------ | ---------------- | -------------------- |
| Чоловіки | 92      | 13                 | 67               | 12                   |
| Жінки    | 82      | 9                  | 50               | 23                   |
| Разом    | 174     | 22                 | 117              | 35                   |